# Live at the Rainbow (Iron Maiden)
Iron Maiden (nieoficjalnie Live at the Rainbow) – wideo brytyjskiej grupy heavymetalowej Iron Maiden. Przedstawia ono koncert zespołu w londyńskim Rainbow Theatre, który odbył się 21 grudnia 1980.
Film trwa ok. 30 minut. Ścieżki 4.–9. to utwory z albumu Iron Maiden. Pozostałe 3 utwory zostały ok. 1,5 miesiąca po koncercie wydane na płycie Killers. Uwagę zwraca fakt, iż jedna z tych kompozycji, zatytułowana "Killers", ma na filmie odmienne słowa od tych nagranych na wydawnictwie studyjnym.

## Lista utworów
1. "Ides of March"
2. "Wrathchild"
3. "Killers"
4. "Remember Tomorrow"
5. "Transylvania"
6. "Phantom of the Opera"
7. "Iron Maiden"

## Twórcy
- Paul Di’Anno – śpiew
- Dave Murray – gitara
- Adrian Smith – gitara
- Steve Harris – gitara basowa
- Clive Burr – perkusja